# Таємна рада Ірландії

Герб Ірландії.

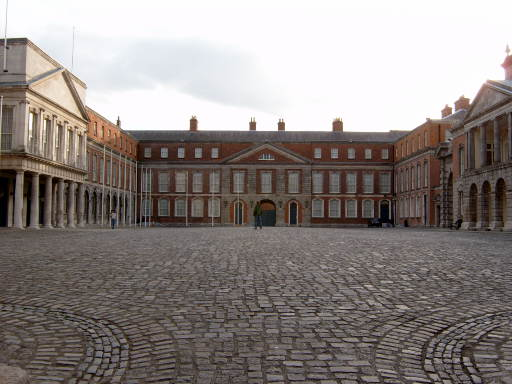
Верхній двір Дублінського замку. Ліворуч знаходяться апартаменти віце-королів.

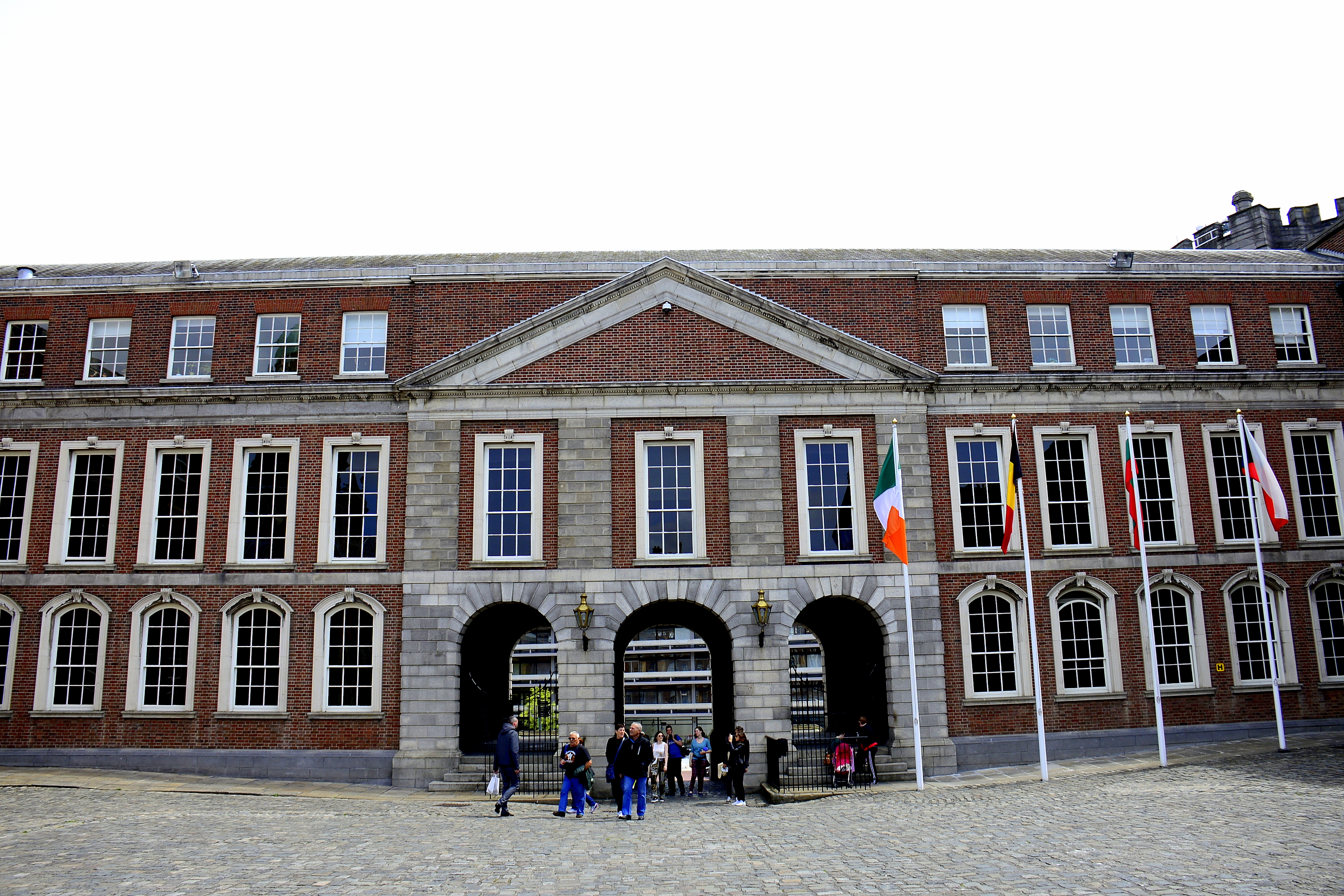
Зала Таємної ради Ірландії (1712 – 1922) була над аркою в Дублінському замку.

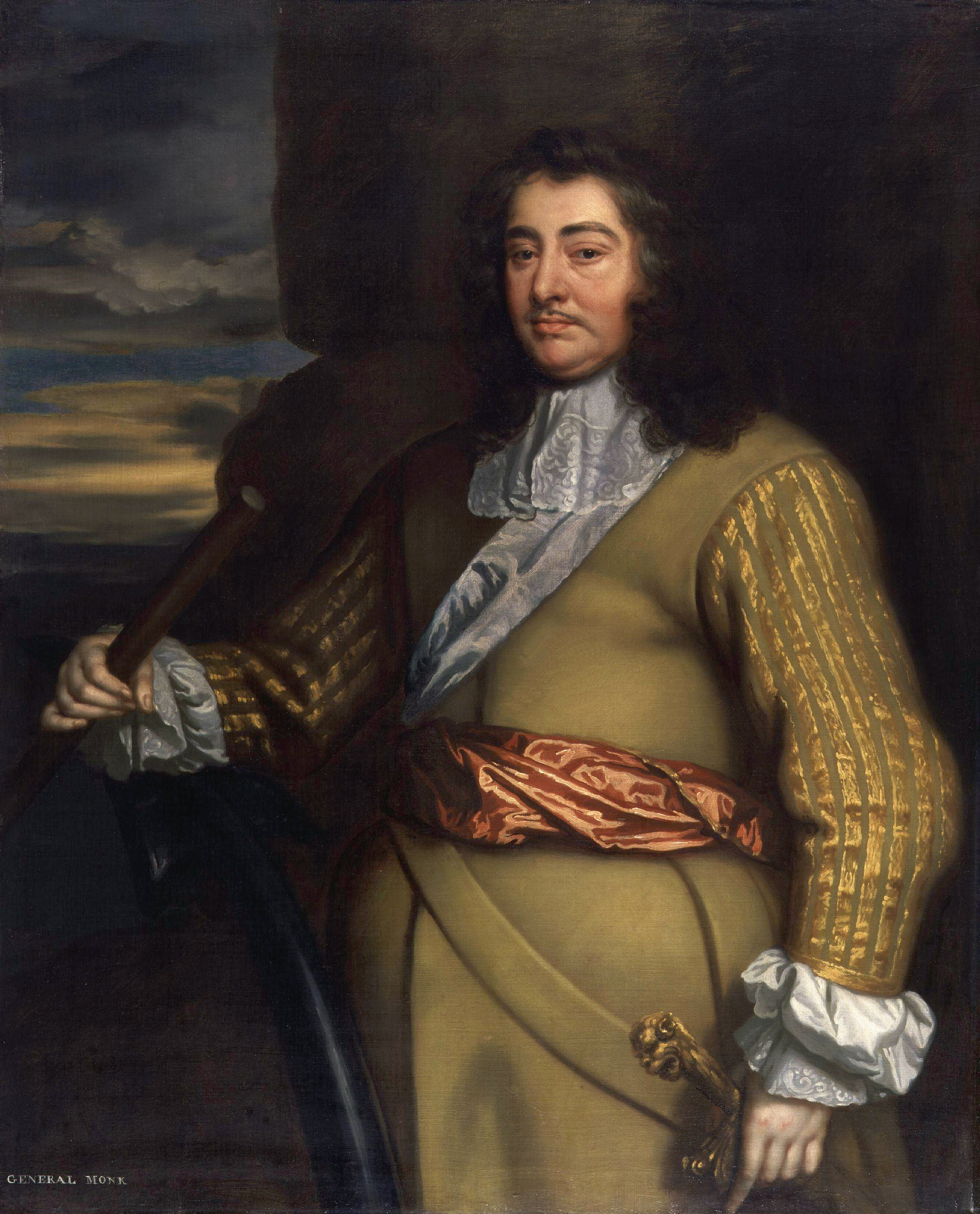
Джордж Монк – І герцог Альбемар (1608 – 1670).

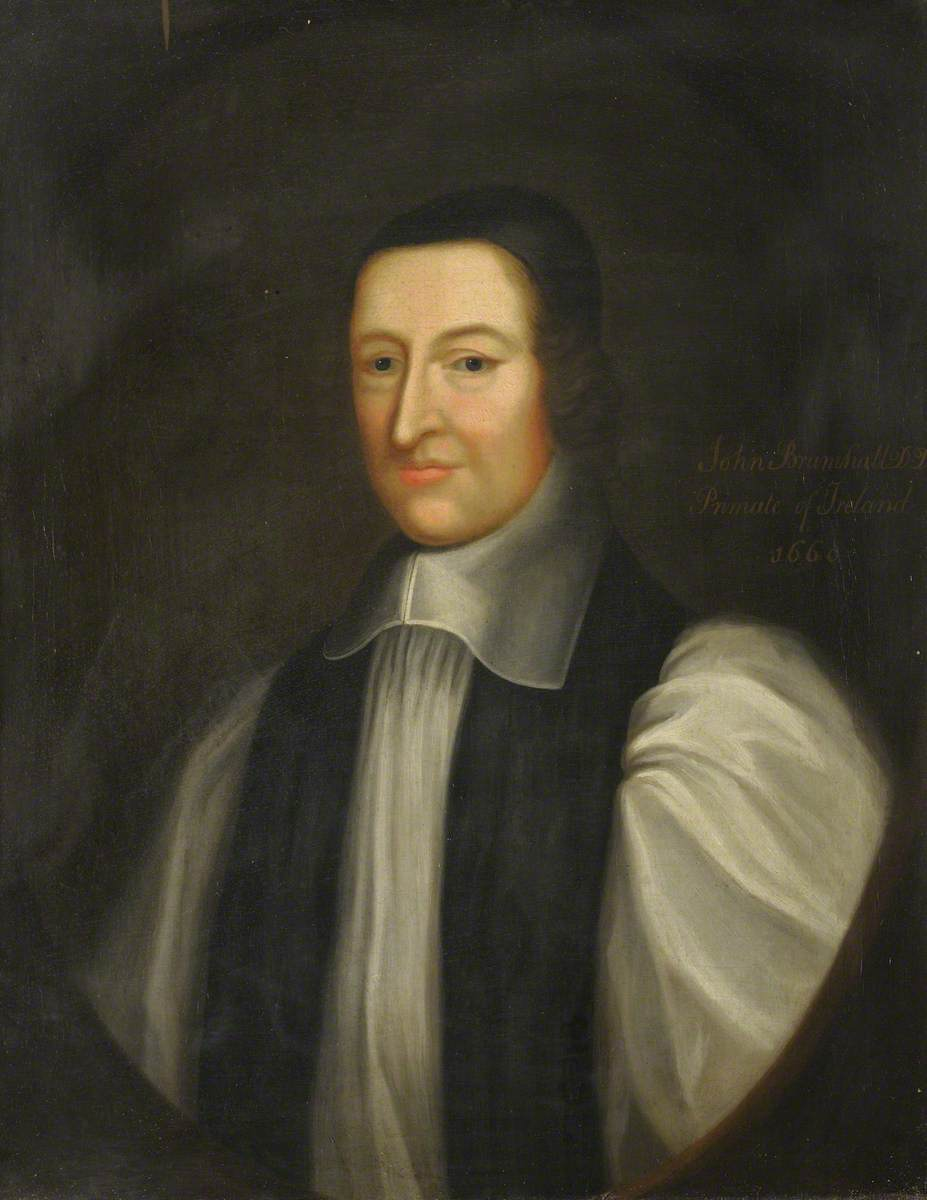
Джон Брамхолл (1594 – 1663).

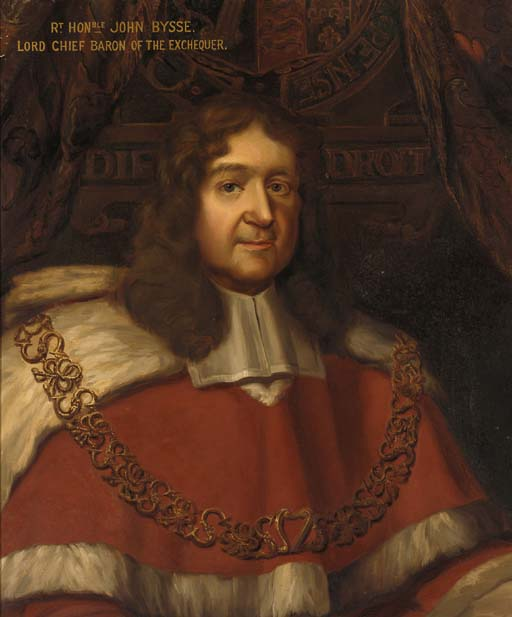
Джон Бісс (бл. 1602–1680).

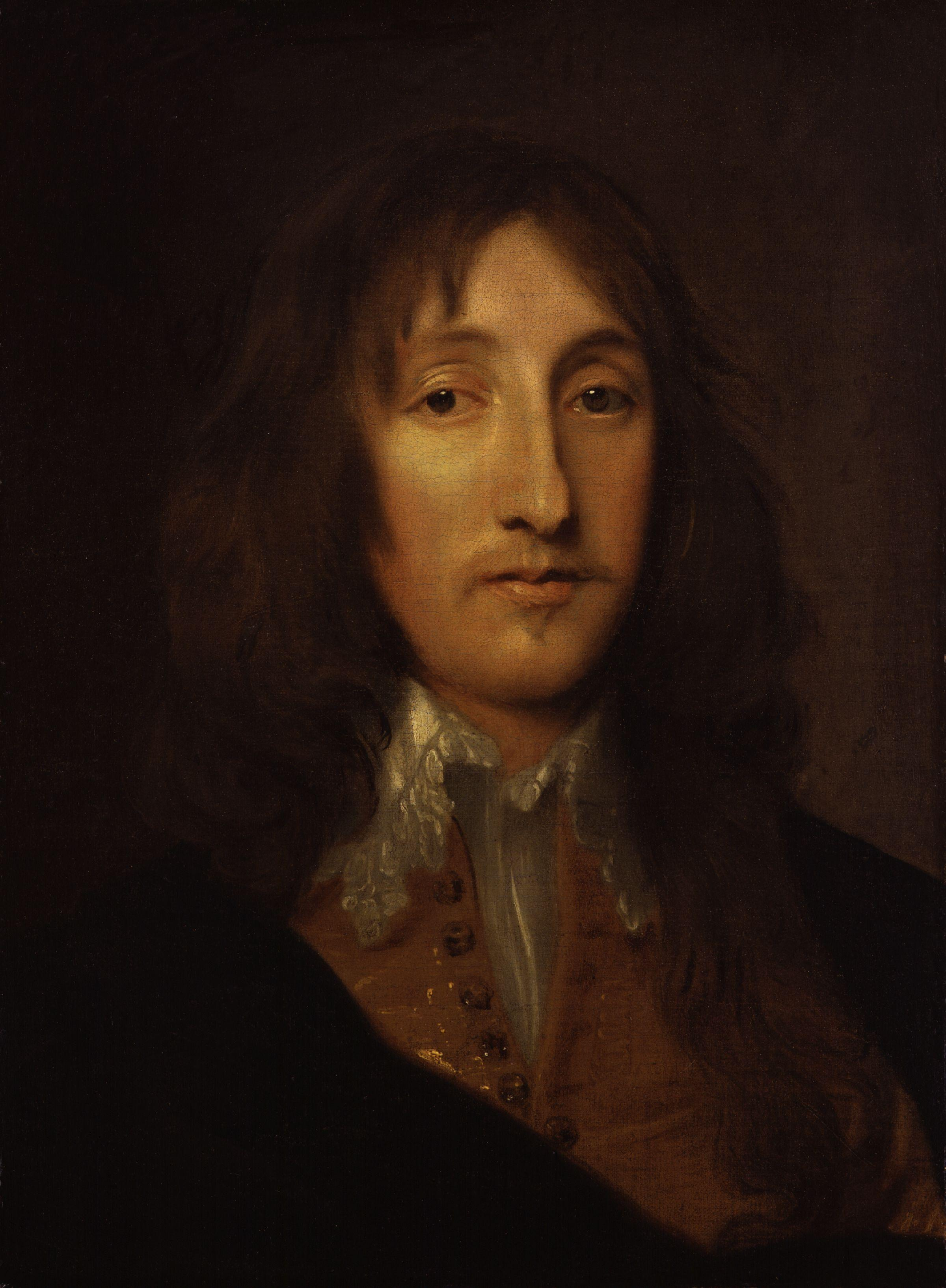
Річард Бойл – І граф Берлінгтон (1612 – 1698).

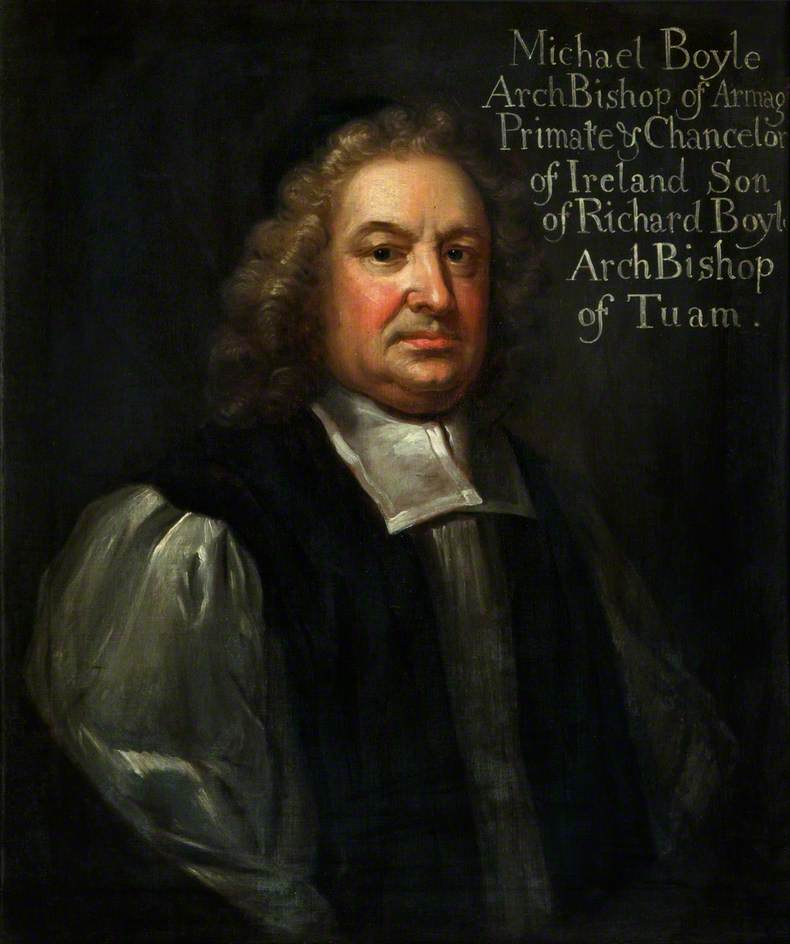
Майкл Бойл Молодший (бл. 1609 – 1702).

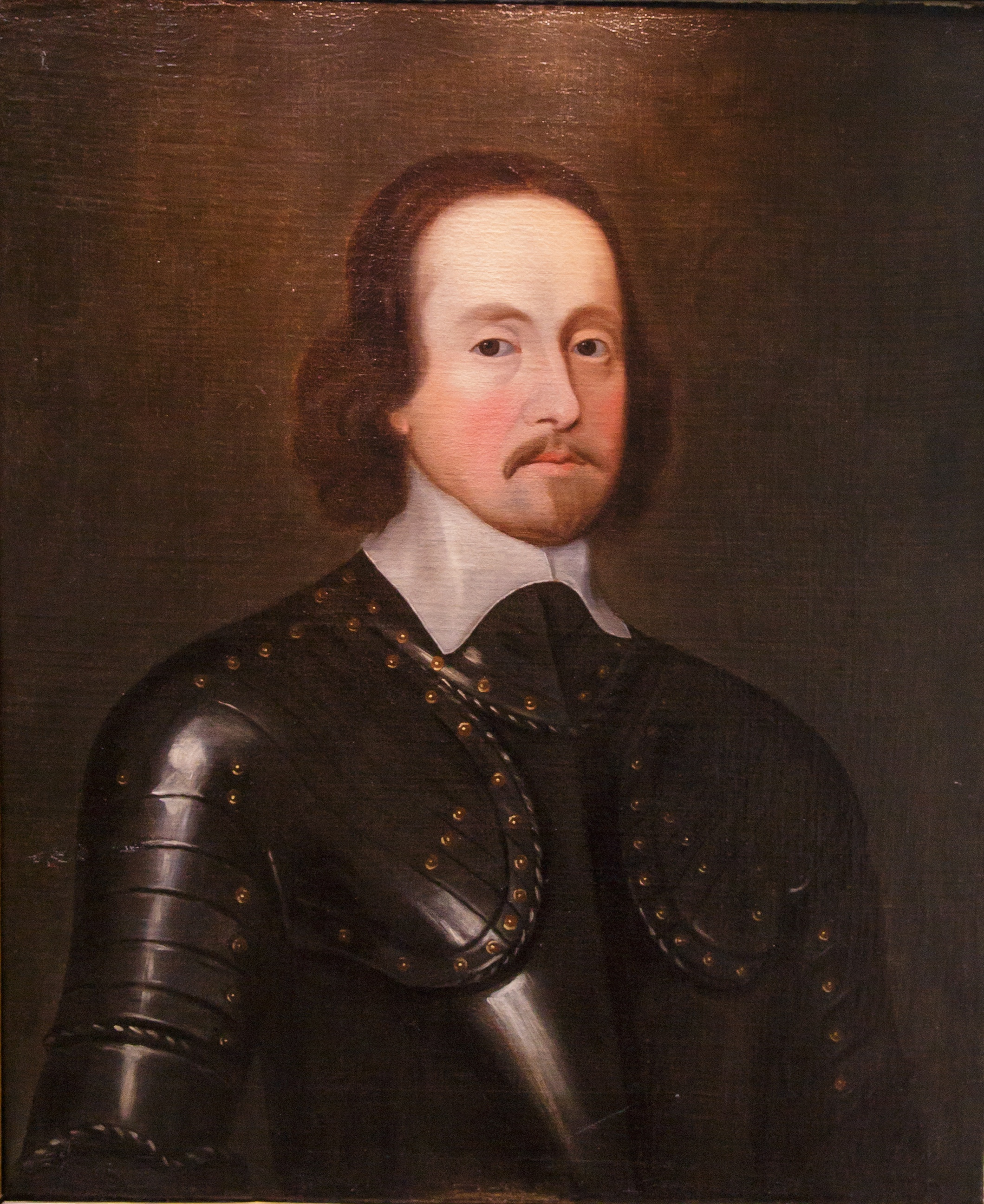
Сер Чарльз Кут, І граф Маунтрат (бл. 1610 – 1661).

Таємна рада Ірландії (англ. Privy Council in Ireland) – Таємна рада Його Величності в Ірландії – установа в адміністрації Дублінського замку в 1660 – 1922 роках за часів Британського панування в Ірландії, яка здійснювала офіційну виконавчу владу разом з головним губернатором Ірландії, що був віце-королем британського монарха. Таємна рада Ірландії розвинулася в лордстві Ірландія за моделлю Таємної ради Англії. Як англійська рада давала поради особисто королю, так ірландська рада давала поради віце-королю, який у середні віки та в нові часи був могутнім лордом-намісником Ірландії. У ранній новітній період історії рада отримала більший вплив за рахунок віце-короля, але в XVIII столітті втратила вплив завдяки парламенту Ірландії. У Сполученому Королівстві Великої Британії та Ірландії після 1800 року Таємна рада Ірландії та віце-король – лорд-лейтенант Ірландії мали формальну та церемоніальну владу, тоді як формування політики покладалося на головного секретаря, який підпорядковувався безпосередньо британському кабінету. Рада складалася з вищих державних службовців, суддів і парламентарів, а також видатних людей, призначених за знання державних справ або як громадянську честь.

## Роль
Як і в Англії, середньовічна унітарна королівська рада перетворилася на окремі органи, найменшим з яких була Таємна рада старших радників короля (або, у випадку Ірландії, представника короля). Іншими були Велика рада, яка перетворилася на Парламент Ірландії, і Посилена рада, спеціальний орган середнього розміру. Таємна рада відіграла провідну роль у керуванні завоюванням Ірландії в часи правління в Англії Тюдорів. Таємна рада створювала і делегувала державні посади в Манстері та Коннахті, одночасно безпосередньо керуючи Лейнстером. Незважаючи на те, що головний губернатор призначався монархом під Великою печаткою Англії, статут 1542 року легалізував існуючу практику обрання тимчасового лорд-судді на зборах ірландської ради, скликаних лордом-канцлером Ірландії. Зокрема це відбулось, коли Вільяма Друрі було обрано в 1579 році між відкликанням Генрі Сідні та прибуттям лорда Грея. Карл I наказав лорд-депутату Ірландії реформувати «недбале засідання» комітетів таємної ради. «Закон про роз’яснення» 1665 року надав віце-королю та раді повноваження скасовувати королівські статути муніципальних корпорацій. Ці «Нові правила», якими керувалися багато великих міст Ірландії з 1672 року до Закону про муніципальні корпорації (Ірландія) 1840 року, дозволили Таємній раді накласти вето на вибір корпорацією мера. Ці повноваження були незаконно використана в Дубліні в 1711 – 1714 роках, щоб не допустити до влади партію вігів і в Корку в 1835 році, щоб не допустити до влади «помаранчевих» (оранжистів). Акт 1665 також заснував комісію для вирішення сумнівів щодо Акту про врегулювання 1662; коли комісія виявила подальші неоднозначності в положенні акту 1665 року, вона звернулася до «Лорда-лейтенанта та Таємної ради» з проханням вирішити їх.
Закон Пойнінгса (1495 року) надав Таємній раді Ірландії провідну роль у законодавчому процесі. Перед тим, як Таємна рада скликала кожен новий парламент (із загальними виборами до Палати громад), вона мала подавати парламентські законопроєкти до Таємної ради Англії на затвердження як «причини та міркування» для виклику. Спочатку всі законопроєкти приймалися Радою Ірландії, а Палата громад і лорди могли ухвалювати або відхиляти, але не вносити до них поправки. У 18 столітті виникла юридична фікція, коли парламент обговорював «назви законопроєктів» і звертався до Таємної ради з проханням представити їх. Таємна рада все ще могла змінити або відхилити ці «назви». Приватні законопроєкти завжди ініціювалися радою аж до Вільямівської «Славетної революції». Рада поступово перестала ініціювати будь-які законопроєкти, окрім двох законопроєктів із «причин і міркувань», один із яких завжди був грошовим законопроєктом, проти якого Палата громад заперечувала як порушення контролю над пропозицією. Патріотична партія несподівано перемогла «грошовий білль Таємної ради» 1768 року, проголошуючи збільшення парламентського суверенітету, кульмінацією якого стала Конституція 1782 року, яка усунула Таємну раду Ірландії з законодавчого процесу. (Британська таємна рада зберегла за собою право накладати вето на ірландські законопроєкти, але не вносити до них поправок.)
Розпорядження Таємній раді видавав головний губернатор за порадою та згодою Таємної ради. Від Єлизавети І Тюдор до Карла I ірландська Таємна рада заповнювала законодавчу прогалину під час тривалих перерв між ірландськими парламентами, ухвалюючи «Державні акти». Губернатор міг видавати Акти без Таємної ради з рутинних питань, але щодо важливих політичних питань потрібна була згода Таємної ради. Поразка Таємної ради Ірландії в справі  «Півпенса Вуда» в 1724 році сталася після того, як ірландська Таємна рада виступила на боці ірландського парламенту в опозиції до британського уряду і відмовилася підтримати лорд-лейтенанта Ірландії Картерета.
Таємна рада Ірландії розвинула свою судову роль пізніше, ніж Таємна рада Англії, з Палатою замкового суду, яка засідала в Дублінському замку з 1571 по 1641 рік. У ХІХ столітті петиції до Таємної ради проти рішень різних адміністративних органів передавалися комітетам радників з досвідом юридичної справи. Більшість із них були спеціальними, але існували встановлені законом «судові комітети» (до складу яких входили нинішні або колишні старші судді), пов’язані з Судом обтяжених маєтків (1849 – 1858 рр.) і Законом про місцеве самоврядування в Ірландії 1898 року.
Таємні радники мали право аудієнції з віце-королем, і багато людей прагнули стати таємними радниками лише заради цього доступу та брали мало або взагалі не брали участі в роботі ради. До XVIII століття було понад 100 радників, лише деякі з них зазвичай відвідували засідання.  Тим не менш, віце-король неофіційно консультувався з найближчим оточенням перед офіційними засіданнями ради, щоб прискорити прийняття рішень. У Великій Британії подібний процес призвів до еволюції цього внутрішнього кола або «кабінету» до фактичного уряду, тоді як повна Таємна рада Ірландії стала церемоніальним органом. Залежність Ірландії та відсутність відповідального уряду завадили такому остаточному поділу. На засіданнях Таємної ради приймали присягу на керівні посади в адміністрації. Такі посади, як віце-казначей Ірландії, були синекурами, власники яких могли отримати приватний акт британського парламенту, який дозволяв їм скласти присягу в Британії, щоб позбавити від клопоту поїздки до Дубліна.
Незважаючи на те, що Акти Союзу 1800 року скасували Королівство Ірландія та його парламент, його Таємна рада (як і лорд-лейтенант Ірландії) була збережена, альтернативи — скасування Ірландської ради або її злиття з Британською — майже не розглядалися. У 1801 році лорд Пелгам, колишній головний секретар Ірландії, став міністром внутрішніх справ Великої Британії та припустив, що тепер його посада поширюється на Ірландію, але віце-король Філіп Йорк, ІІІ граф Гардвік, наполягав, що завдяки мовчанню актів 1800 року щодо Таємної ради Ірландії означало, що її згода залишалася обов’язковою для виконання державних розпоряджень. В Ірландії під керівництвом британського уряду були деякі державні органи, підзвітні віце-королю та Раді, а також інші, які були відділами департаментів Вайтхолла. Проте відсутність колегіальності завадила ірландській Таємній раді стати конкуруючим центром влади. У 1852 році канцелярію Таємної ради було об’єднано з канцелярією головного секретаря. Ветеринарний відділ Таємної ради Ірландії, заснований у 1866 – 1872 роках, у 1900 році перетворився на ветеринарний відділ Департаменту сільського господарства та технічної освіти. Виникали суперечки щодо проголошень, виданих радою відповідно до Закону про кримінальне право та процес в Ірландії 1887 року, оскільки серед підписантів були старші судді, які могли розглядати апеляції на вироки, винесені згідно з цим актом. Сер Майкл Морріс, лорд-суддя Ірландії, заявив, що за 20 років його участі в засіданнях ради жодне «політичне питання» не обговорювалося.
Хоча Закон про уряд Ірландії 1920 року передбачав поділ Ірландії на Північну Ірландію та Південну Ірландію, він мав деякі загальноострівні інституції, зберігаючи Таємну раду Ірландії, з якої північний та південний уряди технічно були виконавчими комітетами. Відповідно, члени першого Виконавчого комітету Північної Ірландії, міністерства Крейгавона, були приведені до присяги Таємної ради Ірландії в травні 1921 року безпосередньо перед тим, як лорд-лейтенант віконт ФіцАлан призначив їх на посади своїх міністерств. 64 південні сенатори включали вісім, обраних таємними радниками зі свого складу. Якщо Південна громада була некомпетентною, лорд-лейтенант міг замінити Південний парламент комітетом таємних радників, положення, яке отримало назву «уряд коронної колонії». Під час Війни за незалежність Ірландії на південних виборах 1921 року виграли ті, хто утримався від позицій партії «Шинн Фейн» («Ми самі») – радикальних республіканців та прибічників повної незалежності всієї Ірландії, і, здавалося, положення про «колонію корони», здавалося, буде використано, але було досягнуто перемир’я, що призвело до укладення англо-ірландського договору. Британці спочатку сподівалися, що Тимчасовий уряд може бути призначений відповідно до положення про «Коронну колонію», але зрозуміли, що міністри з «Шинн Фейн» відмовилися від присяги Таємної ради, і натомість Акт про вільну державу Ірландії 1922 року замінив більшу частину акту 1920 року як стосується Південної Ірландії.
Більшість записів ради було втрачено або через пожежу 1711 року, або через знищення Державного архіву Ірландії у 1922 році. Винятками є книга ради 1556 – 1571 рр., заповідана Чарльзом Галідеєм Королівській ірландській академії та опублікована в 1897 році Комісією з історичних рукописів, а також частина матеріалів 1392 – 1393 рр., що належать маркізі Ормонд і опубліковані в 1877 році (серія «Рукописи»). У 1967 році був опублікований календар Соборної книги 1581 – 1586 років, створений у 1860-х роках Джоном П. Прендерґастом.

## Таємні радники
Технічно не було таємний радників за посадою, оскільки призначення відбувалося за допомогою патенту після складання присяги на засіданні Таємної ради. Проте особи, які обіймали певні посади, приймали присягу Таємній раді, як звичайно. За часів Єлизавети I Тюдор серед таємних радників були: канцлер Ірландії, скарбник Ірландії, головний барон казначейства Ірландії, магістр рукописів Ірландії, головний лорд-суддя Ірландії, головний суддя Загальних справ Ірландії, державний суддя Ірландії, віце-казначей Ірландії та архієпископ Ірландської церкви Дубліна та єпископ графства Міт. У XVII столітті Таємна рада складалася здебільшого з ірландських юристів та аристократів, багато з яких жили в Англії, тому лише частина відвідувала засідання ради. У XVIII столітті було призначено до Таємної ради багато депутатів Палати громад парламенту Ірландії. Головнокомандуючий військами в Ірландії переважно теж був таємним радником. До ХІХ століття Генеральний прокурор Ірландії був таємним радником, як і багато старших суддів. Чарльз Дод порівнював це з еквівалентними офіцерами в Англії та Уельсі, які отримали лицарські титули. Головний губернатор Ірландії відвідував засідання, але не був таємним радником. Колишній лорд-лейтенант Ірландії міг бути приведений до присяги як таємний радник після відставки. Після розпаду Церкви Ірландії в 1871 році її архієпископи Дубліна та Арми більше не призначалися таємними радниками.
Король Англії, Шотландії та Ірландії Яків II призначив католика Річарда Телбота, І графа Тірконнелл лордом-заступником і призначив католиків до Таємної ради Ірландії, включаючи суддів і Річарда Неґла. Граф Тірконнелл заперечував Неглу на тій підставі, що він був недостойним бути таємним радником як практикуючий адвокат. Пізніше карне законодавство забороняло католикам бути таємними радниками доти, доки Закон про допомогу римсько-католикам 1829 року не змінив присягу. Завдяки цьому Ентоні Річард Блейк у 1836 році зміг стати таємним радником. У 1846 році Даніелю Мюррею, католицькому архієпископу Дубліна, було запропоновано місце в Таємній раді Ірландії.
Роль Секретаря Таємної Ради Ірландії та Хранителя Таємної Печатки Ірландії виконував Державний Секретар Ірландії, поки ця посада існувала (1560 – 1802), а потім Головний Секретар Ірландії. У XVIII столітті посада секретаря Таємної ради Ірландії була синекурою, яку з 1786 року займав Генрі Агар, пізніше ІІ віконт Кліфден. Після смерті віконта Кліфдена в 1836 році почав діяти Закон про державні установи Ірландії 1817 року, і старший заступник клерка став «першим секретарем Таємної ради, ашером і доглядачем зали ради», посади об’єднані в 1852 році з посадою головного діловода секретаря.

## Церемоніал
Протягом більшої частини свого існування Таємна рада Ірландії збиралася в залі ради в Дублінському замку, де нові таємні радники приймали присягу і звідки видавалися накази в раді. Кімната над каплицею, побудована Філіпом Сідні в 1567 році, мала «дуже довгий стіл, обставлений табуретами з обох сторін і кінців, де іноді сидять на раді близько 60 або 64 таємних радників». Король Англії, Шотландії та Ірландії Чарльз I надіслав правила порядку англійської Таємної ради до Ірландії з деякими додатковими розпорядженнями, зокрема: «Ніхто не має права говорити на засіданні Таємної ради без дозволу, крім заступника голови ради». У 1655 році під час Протекторату рада переїхала до старої митниці на набережній Ессекс. Після того, як пожежа 1711 року знищила кімнату та архіви Таємної ради Ірландії, вона повернулася до Дублінського замку в нову залу Таємної ради над аркою, що з’єднує Верхній і Нижній двори. До 1907 року лише таємні радники, які проживали поблизу Дубліна, отримували виклики на звичайні засідання ради. Таємні радники мали право на звання «Високодостойний» або «Високошляхетний» так само, як і таємні радники Великобританії. 

## Незалежність Ірландії та ліквідація Таємної ради Ірландії
Саме в залі Таємної ради 16 січня 1922 року віконт Фітцалан офіційно передав контроль над адміністрацією Дублінського замку Тимчасовому уряду Ірландії, яка 6 грудня стане Ірландською вільною державою. Однак жодного засідання з нагоди цієї події не було проведено, Тимчасовий уряд не мав жодних справ з Таємною радою Ірландії, і деякі з небагатьох зустрічей, що залишилися, проходили в Північній Ірландії, наприклад, 24 листопада 1922 року Таємна рада Ірландії зібралася в замку Галгорм, Баллімена, і знову в замку Стормонт, Белфаст. 28 листопада 1922 року за рекомендацією Джеймса Крейга, прем’єр-міністра Північної Ірландії були призначені до Таємної ради Ірландії Чарльз Кертіс Крейг, Вільям Генрі Холмс Лайонс і Генрі Артур Вінн. Останній наказ у Таємній раді Ірландії було прийнято 5 грудня 1922 року. Коли Конституція Вільної Ірландської Держави набула чинності наступного дня, Закон Великобританії про Ірландську вільну державу (наслідкові положення) 1922 року створив Губернатора і Таємну раду Північної Ірландії для виконання функцій, які раніше виконували там лорд-лейтенант і Таємна рада Північної Ірландії. 12 грудня 1922 року перший губернатор склав присягу, і він, у свою чергу, призначив кабінет Крейга до Таємної ради Північної Ірландії. В Ірландській вільній державі статутні посилання на «Порядок у Раді, або Королем (або Королевою) у Раді, або Проголошенням Короля (або Королеви) або Короля (або Королеви) у Раді» були змінені на «Розпорядження генерал-губернатора за порадою Виконавчої ради».
Незважаючи на те, що Таємна рада Ірландії офіційно ніколи не була скасована, вона припинила виконувати будь-які функції та більше не збиралася. Крісло головного секретаря було забрано з зали ради в Дублінському замку, щоб служити кріслом голові Сенату Ірландії (ірл. - Cathaoirleach Seanad Éireann). У 1930 році значення апеляції до «Його Величності в Таємній раді» (у Конституції вільної держави та англо-ірландському договорі) було оскаржено у справі в Судовому комітеті Таємної ради Великобританії в Лондоні. Одна сторона стверджувала, що «Його Величність у Таємній раді» має означати Таємну раду Ірландії, але Таємна рада Великобританії постановила, що це може стосуватись тільки її. У 1931 році газета «Ірландські часи» («Irish Times») опублікувала чутки про те, що уряд Вільної держави намагається передати апеляційну юрисдикцію Таємної ради Великобританії відновленій Таємній раді Ірландії. Парламентська газета, неофіційне довідкове видання продовжувало публікувати списки членів «Таємної ради в Ірландії» аж до 1934 року. Офіційні джерела після 1922 року час від часу зберігали стиль «Високодостойних» для таємних радників вже не існуючої Таємної ради Ірландії, наприклад, у справах Ендрю Джеймсона, Браяна Магона і Джеймса Мак Магона та в справі «Лондонської газети («The London Gazette») Генрі Гівенса Берджеса. Х’ю О’Ніл, І барон Раткаван був останнім живим ірландським таємним радником.  Він був призначений 16 вересня 1921 року, помер 28 листопада 1982 року. Закон 1908 року про заснування Національного університету Ірландії передбачав існування комітету з розгляду петицій, який складався з членів «Таємної ради Ірландії». У 1973 році Сенат висловив занепокоєння тим, що «таємна рада в Ірландії не існує», тому немає можливості розглядати петиції.